# 卡普德纳克加尔
卡普德纳克加尔（法語：Capdenac-Gare，法語發音：[kapdənak ɡaʁ]）是法国阿韦龙省的一个市镇，属于鲁埃格自由城区。

## 地理
卡普德纳克加尔（44°34'18"N, 2°4'51"E）面积20.21 平方千米，位于法国奧克西塔尼大區阿韦龙省，该省份为法国南部内陆省份，位于法國中央高原南部，北起顺时针与康塔爾省、洛泽尔省、加尔省、埃罗省、塔恩省、塔恩-加龙省和洛特省接壤。
与卡普德纳克加尔接壤的市镇（或旧市镇、城区）包括：阿斯普里耶尔、诺萨克、科斯和迪耶日、索纳克、卡普德纳克。

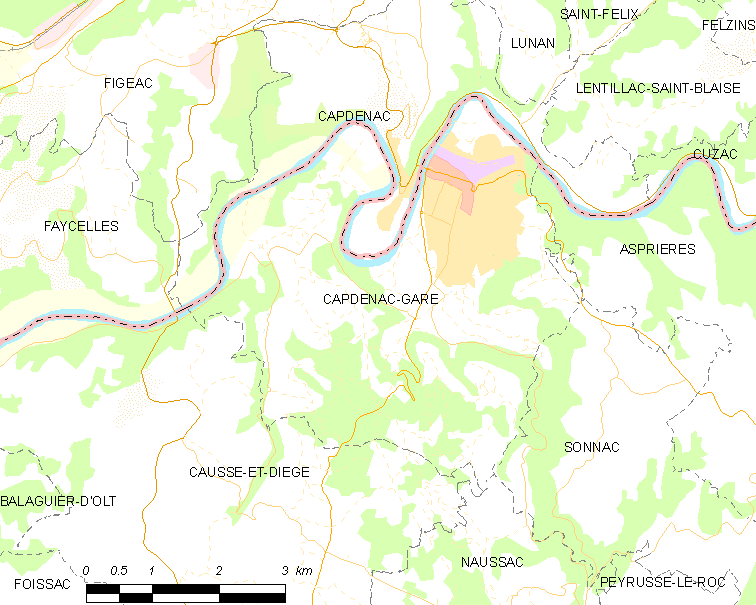
卡普德纳克加尔的OSM定位图

卡普德纳克加尔的时区为UTC+01:00、UTC+02:00（夏令时）。

## 行政
卡普德纳克加尔的邮政编码为12700，INSEE市镇编码为12052。

## 政治
卡普德纳克加尔所属的省级选区为洛特-蒙巴济努瓦县。

## 人口

1962-2008年间卡普德纳克加尔人口变化图示

卡普德纳克加尔于2022年1月1日时的人口数量为4394人。